# Malthinus devillei
Malthinus devillei is een keversoort uit de familie soldaatjes (Cantharidae). De wetenschappelijke naam van de soort werd in 1898 gepubliceerd door Ab. de Perrin.